# سيمون هاوس
سيمون هاوس (بالإنجليزية: Simon House) هو عازف لوحة المفاتيح وعازف كمان بريطاني، ولد في 29 أغسطس 1948 في نوتنغهام في المملكة المتحدة.

## وصلات خارجية
- سيمون هاوس على موقع IMDb (الإنجليزية)
- سيمون هاوس على موقع ميوزك برينز (الإنجليزية)
- سيمون هاوس على موقع أول ميوزيك (الإنجليزية)
- سيمون هاوس على موقع ديسكوغز (الإنجليزية)
- سيمون هاوس على موقع قاعدة بيانات الفيلم (الإنجليزية)